# La nottata
Pour plus de détails, voir Fiche technique et Distribution.
La nottata (littéralement en français : « La nuitée ») est un film dramatico-érotique italien réalisé par Tonino Cervi et sorti en 1974. 

## Synopsis
À Milan, où Susy et Angela se retrouvent dans les toilettes d'un club. Là, elles prennent possession d'une bague oubliée par une dame. Après avoir été au cinéma, elles rencontrent Vito, un chauffeur de taxi qui promet de les aider à vendre la bague. La recherche d'un acheteur commence à la maison d'un receleur et se poursuit jusqu'à une fête dans la maison de "Destino", un travesti, où un bijoutier achète la bague à un prix frauduleux que le trio est obligé d'accepter. Mais, après être sortis et avoir chargé un « garçon de vie » (ragazzo di vita) dans la voiture, ils se rendent compte que l'argent a disparu.
Malgré ce revers, la soirée se poursuit et, après une rencontre avec Marta et Davide, deux riches époux vicieux qui les impliquent dans des jeux érotiques, les deux filles se bagarrent, à la déception de Susy qui semble ne pas accepter le plus grand succès d'Angela auprès des hommes. À ce moment-là les trois se séparent : Angela passe une nuit décevante avec Piero, un jeune rencontré dans la villa du couple vicieux, tandis que Susy se rend à la gare pour quitter Milan. Le matin, les deux filles se rencontrent à nouveau et après s'être avouées qu'Angela a pris l'argent qui semblait avoir disparu et que Susy a réussi à voler la bague au bijoutier, elles deviennent amies.

## Fiche technique
- Titre original : La nottata
- Réalisation : Tonino Cervi
- Musique : Vince Tempera
- Pays d'origine :  Italie
- Langue : italien
- Format : couleur
- Genre : film dramatique
- Durée : 95 minutes
- Dates de sortie :
  -  Italie : 1974

## Distribution
- Sara Sperati : Susy
- Susanna Javicoli : Angela
- Giancarlo Prete : Vito, le chauffeur de taxi
- Max Delys : Piero
- Giorgio Albertazzi : Destino
- Martine Brochard : Marta
- Claudio Cassinelli : Davide
- Raoul Casadei : lui-même
- Giuliana Calandra : la propriétaire de la bague
- Riccardo Berlingieri
- Aldo Bonamano
- Emilio Lo Curcio
- Francesco Bagagli
- Elisa Mainardi
- Delio Cioni
- Luciana Passin
- Angelo Pellegrino (it) : le receleur
- Benedetto Simonelli
- Gino Uras
- Gabriele Villa

## Production
L'affiche du film a été réalisée par Mario De Berardinis.